# Lucian Boia
Lucian Boia (n. 2 februarie 1944, București, România) este un istoric român care a publicat extensiv în domeniul  istoriei ideilor și a imaginarului. Cartea sa Istorie și mit în conștiința românească s-a impus ca reper în istoriografia română, oferind o gamă de interpretări noi și stârnind numeroase dezbateri. Boia publică atât în română, cât și în franceză. Este specialist în istoria modernă. Principalele sale preocupări privesc mișcarea națională românească din Transilvania în perioada dualismului și, studiind în corelare cu această problematică mișcarea națională cehă și slovacă, relațiile româno-ceho-slovace.
Este cunoscut publicului larg pentru demolarea miturilor despre istoria României, pentru epurarea istoriei mainstream de deformări ideologico-propagandistice. Lucian Boia este luptător contra pseudoistoriei.

## Biografie
Lucian Boia s-a născut în 1944 la București, în cartierul Cotroceni, undeva între Palatul Regal și Facultatea de Medicină.[p. 6] Acolo locuiau în acel moment bunicii din partea mamei. După mamă, Lucian Boia se trage dintr-o familie de italieni, din clanul Morandini, provenit din Predazzo, o comună din provincia Trento, regiunea Trentino-Alto Adige. Bunicul lui din partea maternă era inginer de drumuri și a venit în România să-și facă meseria, stabilindu-se la Câmpulung Muscel. Mama sa a urmat Facultatea de Litere (secția română-italiană). Tatăl său, Aurel Boia, care se trăgea dintr-o familie de mocani din Mărginimea Sibiului colonizați în Dobrogea, a fost o perioadă stenograf la Parlament iar mai târziu a devenit directorul unei școli postliceale de stenografie și secretariat - Institutul Steganografic Boia (1941-1945). În urma bombardamentelor americane asupra Capitalei familia s-a mutat, pentru scurt timp, la Câmpulung Muscel (în mijlocul orașului), locul de baștină al bunicului matern, revenind însă repede în București. În acești primi ani, educația lui Boia s-a înfăptuit prin profesorii particulari de limbi străine.[p. 37]

### Școala
Școala primară și ciclul gimnazial le-a urmat în cartier (Școala nr. 154) în perioada 1951-1958. Educația primită în casă a făcut să primească, an de an, premiul I și chiar să fie făcut pionier din clasa a II-a.[p. 47,p. 66] Amintirile lui Lucian Boia, din această perioadă, prezintă modalitățile în care și-a construit cultura: literatură bogată, românească și străină, specifică vârstei, numeroase spectacole de teatru, filme românești și occidentale, sau muzee.[pp. 72–77]
După terminarea gimnaziului, Lucian Boia a intrat la Liceul de Băieți Nr.1 „Nicolae Bălcescu”, alegând să urmeze, începând din clasa a X-a, secția umanistă. Examenul de maturitate a fost luat cu notele maxime.
Referitor la modul în care s-a inițiat în pregătirea în domeniul istoriei, el consemna:
„un cerc de istorie. M-am dus glonț și m-am înscris. Mare dramă la întoarcerea acasă. «Te duci imediat și te retragi», mi-a ordonat maică-mea. «Doar n-o să stai să-ți bage în cap toate minciunile lor!»”[p.97]
În 1962 Lucian Boia a fost admis pe primul loc la facultatea de istorie, după ce, în același an, era arestat tatăl său vitreg, pentru „uneltire împotriva ordinii sociale”.[p. 120] Acesta a fost eliberat după doi ani, odată cu grațierea deținuților politici din 1964. Lucian Boia și-a făcut lucrarea de licență sub îndrumarea profesorului Gheorghe Cazan, abordând o temă ce privea raporturile dintre Charles de Gaulle și anglo-americani în anii celui de-al Doilea Război Mondial.
În 1965 a început să colaboreze la Viața Studențească și a devenit membru în Comisia pentru studenți străini a Asociației Studenților Comuniști din Facultate.[p. 151, p. 154]
Deși în volumul său autobiografic Lucian Boia se definește drept „anticomunism primar”,[p. 73] în anul 4 de facultate s-a înscris în Partidul Comunist Român, la sugestia secretarului organizației de partid, care i-a spus că ar fi de dorit să devină membru. Lucian Boia motiva că dorea să aibă „o carieră universitară, care depindea în bună măsură de atitudinea mea politică”. Condamnarea politică a tatălui său vitreg nu s-a repercutat negativ asupra înscrierii în partid.

### Cariera
Ca șef de promoție, Lucian Boia a putut să aleagă un post de preparator la Universitatea din București.
Proaspăt angajat la facultate, a primit sarcina de a se îngriji de profesorul Josef Macůrek de la Brno, Cehoslovacia, care își făcea documentarea pentru întocmirea unei lucrări privind relațiile dintre români, cehi și slovaci în perioada 1848–1918 și colaborarea lor în mișcarea de afirmare națională.[p. 9] După o pauză de 6 luni – începând cu 1 februarie 1968, când și-a făcut stagiul militar redus, la Bacău – Boia a primit o bursă de studii la Praga, cu durata de șase luni, în cadrul unui proiect de istorie a relațiilor româno-cehoslovace, ca urmare a invitației formulate de Macůrek.
Întors în România, s-a înscris la doctorat la profesorul Vasile Maciu și a devenit asistent stagiar la facultatea de istorie. Timp de șase ani a ocupat această poziție. Începând din vara anului 1969 s-a documentat pentru teza de doctorat despre Eugen Brote, făcând mai multe excursii în Transilvania, ocazie cu care a învățat limba maghiară.
Prima carte, scrisă în ianuarie 1970, Relațiile dintre români, cehi și slovaci. 1848-1914, a apărut abia peste șapte ani, în limba engleză, la Editura Academiei RSR: „Angara Niryi m-a întrebat totuși, cu vădită jenă, dacă sunt de acord să includă în «Introducere» un scurt pasaj din Programul Partidului Comunist Român. Ce era să-i spun? Să nu-l includă? L-a inclus.”[p.60]
Un alt volum (teza de doctorat) va reuși să tipărească la Editura Litera (1974 - 1500 exemplare).
Privitor la relațiile sale cu Securitatea, Lucian Boia declara în memoriile sale: 
„S-a întâmplat, cred, în 1973. Era greu să nu se întâmple... mi-a telefonat tovarășul Manea, de la Securitate, convocându-mă la o întâlnire. Nu puteam să o refuz... dorea de la mine o declarație privind relațiile cu «străinii». Ce era să fac? Nu cred că ar fi fost o idee bună să refuz. Acesta a fost începutul, dar și tipicul permanent al unor declarații pe care a trebuit să le dau din când în când... Nu mi s-au cerut informații despre români, nici despre cei din țară, nici despre cei stabiliți în Occident... Nu mi s-a cerut niciodată nici o informație alta decât ceea ce comunicam eu însumi...”[pp.164-170]
Introducerea unei noi discipline – istoriografia – i-a creat oportunitatea de a primi întreaga normă la acest curs (noiembrie 1973), devenind asistent titular. Asta a condus repede la apariția unui curs tipărit (1975-1976) la tipografia Universității: Evoluția istoriografiei române. Odată cu alte schimbări în cadrul facultății,  Lucian Boia a primit în 1975 funcția de secretar de redacție la publicația Analele Universității, deținută timp de 10 ani.
În februarie 1977 a devenit lector. Din această poziție avea obligația de a participa la inspecțiile de grad în mare parte din țară; nu mai puțin de peste 150 de inspecții, ocazie cu care:
„...noi, inspectorii, primeam sacoșe încărcate cu cele mai reprezentative produse locale, alimentare în primul rând: carne, brânză și ce mai doriți... lucrurile se fixaseră într-un mecanism invariabil, și nimeni nu s-ar fi hazardat să inventeze un alt scenariu, cu mai puține note de 10 și mai puține sacoșe. ... N-am avut nici un moment sentimentul unei vinovății. Atunci când statul însuși înfometa populația, ce reguli mai puteau fi respectate?”[p.102]
Din 1970 și până în 1989 a ocupat diverse funcții în biroul organizației de bază de partid, „când secretar cu sectorul organizatoric, când cu partea profesională, când cu propaganda”.[p. 107]
În perioada 1980-1990 a fost secretar general și vicepreședinte al Comisiei Internaționale de Istorie a Istoriografiei, fapt care i-a permis să călătorească frecvent în Occident.

### După Revoluție
În 1990 a devenit profesor la Facultatea de Istorie a Universității din București.
În 1993 a devenit director fondator al Centrului de Istorie a Imaginarului.

## Scrieri
În limba română (selecție)
- Eugen Brote: (1850-1912), Editura  Litera, 1974
- Mituri istorice românești, Editura Universității București, 1995
- Istorie și mit în conștiința românească, Editura Humanitas, 1997
- De ce este Romania altfel?, Editura Humanitas, 2012
- Capcanele istoriei. Elita intelectuală românească între 1930 și 1950, Editura Humanitas 2011
- Cum s-a românizat România, Editura Humanitas, 2015

În limba franceză
- L'exploration imaginaire de l'espace, La Découverte, 1987
- La fin du monde, La Découverte, 1989
- Entre l'ange et la bête : le mythe de l'homme différent de l’Antiquité a nos jours, Plon, Paris, 1995
- Pour une histoire de l'imaginaire, Les Belles Lettres, Paris, 1998
- La Mythologie scientifique du communisme, Belles Lettres, 2000
- Le mythe de la démocratie, Éditions Les Belles Lettres, Paris, 2002. Eseul a fost scris inițial în limba franceză și apoi a fost tradus în limba română de autor.[16]
- La Roumanie : un pays à la frontière de l'Europe, traducere în limba franceză a celei de a doua ediții române de Laurent Rossion, Les Belles Lettres, Paris, 2003, 415 p.
- L'homme face au climat : l'imaginaire de la pluie et du beau temps, Les Belles Lettres, Paris, 2004
- Jules Verne : Les paradoxes d'un mythe, Les Belles Lettres, Paris, 2005
- Quand les centenaires seront jeunes : L'imaginaire de la longévité de l'Antiquité à nos jours, Les Belles Lettres, Paris, 2006

## Recunoaștere
- Crucea de Merit în rang de cavaler a Ordinului de Merit al Republicii Federale Germania.[17]
- Crucea de cavaler a Ordinului de Merit al Ungariei.[18]

## Controverse
Istoricul Lucian Boia a fost subiectul unor controverse publice legate de o presupusă colaborare cu Securitatea, poliția politică a regimului comunist din România. Boia a recunoscut că a fost informator al Securității. Până în prezent, nu există o decizie oficială publicată de CNSAS care să confirme sau să infirme definitiv calitatea de colaborator al Securității în cazul lui Lucian Boia.